# 雷德希爾 (北卡羅萊納州)
雷德希爾（英語：Red Hill）是位於美國北卡羅萊納州米切爾縣的非建制地區。

## 歷史
雷德希爾的郵局於1853年設立，其後於1894年停運。

## 地理
雷德希爾所處的海拔為高於海平面724米（即2375英呎），而該地所採用的時區為UTC-5，即北美东部时区（EST）。同時該地設有夏令時間，為UTC-5調快一小時，即UTC-4（EDT）。